# 南中川駅
南中川駅（みなみなかがわえき）は、山口県山陽小野田市中川二丁目にある、西日本旅客鉄道（JR西日本）小野田線の駅。
小野田市街地に位置する。駅の西側を山口県道223号小野田港線がアンダークロスしている。

## 歴史
- 1915年（大正4年）11月25日：小野田軽便鉄道が小野田駅 - セメント町駅（現・小野田港駅）間で開業した際に、中川町停留場として開設[1]。
- 1921年（大正10年）8月15日：南中川停留場に改称[1]。
- 1923年（大正12年）6月25日：小野田軽便鉄道が小野田鉄道に社名変更[3]。
- 1943年（昭和18年）4月1日：小野田鉄道が国有化[1]。国有鉄道小野田線南中川駅となる。
- 1947年（昭和22年）10月1日：それまでの小野田線が宇部西線に編入され、当駅もその所属となる[3]。
- 1948年（昭和23年）2月1日：宇部西線が現行の小野田線に改称され、当駅もその所属となる[3]。
- 1960年（昭和35年）12月15日：荷物扱い廃止[1]。
- 1971年（昭和46年）10月1日：無人駅化[4]。
- 1987年（昭和62年）4月1日：国鉄分割民営化に伴い、西日本旅客鉄道（JR西日本）が継承[1]。

## 駅構造

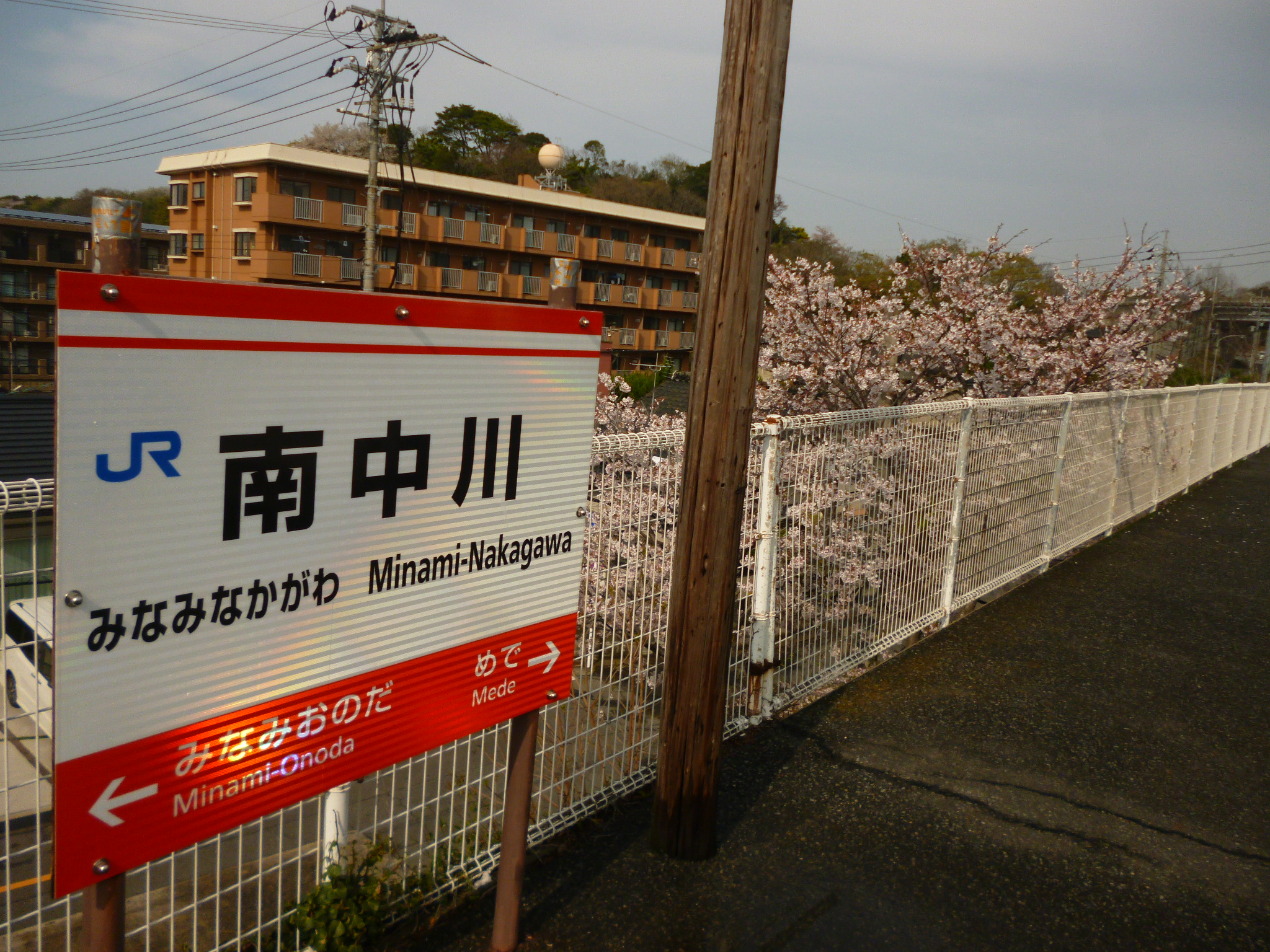
2020年以降使用されている駅名標（2021年3月）

小野田方面に向かって左側に単式ホーム1面1線を有する地上駅（停留所）。ホーム雀田寄りに駅舎がある。駅舎やホームは築堤上にある。無人駅である。
当駅の駅名標は、近隣の雀田駅と共に他駅とは異なるオレンジ色のものとなっている。これは、当駅がJリーグの「レノファ山口」の練習場である「山陽小野田市立サッカー交流公園」の最寄り駅であることから、小野田線の利用促進策の一環として2020年（令和2年）3月にチームカラーであるオレンジ色の駅名標に変更されたものである。

## 利用状況
1日平均乗車人員は以下の通り。
| 乗車人員推移 | 乗車人員推移 |
| 年度         | 1日平均人数  |
| ------------ | ------------ |
| 1999         | 152          |
| 2000         | 127          |
| 2001         | 121          |
| 2002         | 97           |
| 2003         | 96           |
| 2004         | 95           |
| 2005         | 91           |
| 2006         | 81           |
| 2007         | 80           |
| 2008         | 81           |
| 2009         | 88           |
| 2010         | 81           |
| 2011         | 86           |
| 2012         | 84           |
| 2013         | 91           |
| 2014         | 85           |
| 2015         | 84           |
| 2016         | 86           |
| 2017         | 83           |
| 2018         | 86           |
| 2019         | 91           |
| 2020         | 82           |
| 2021         | 70           |
| 2022         | 63           |

## 駅周辺
- おのだサンパーク
- 山陽小野田市立中央図書館
- 山陽小野田市民会館
- 山陽小野田市民体育館
- 山口県立おのだサッカー交流公園（おのサンサッカーパーク）
- 山陽小野田市立小野田中学校
- 山陽小野田市立小野田小学校
- 山口労災病院
- 小野田郵便局
- 小野田公共職業安定所（ハローワーク小野田）
- 江原米穀店（乗車券類の発券を受託している商店）
- 国道190号
- 山口県道223号小野田港線

### バス路線
県道小野田港線沿いの「中川通」バス停が最寄りになる。
- サンデン交通
- 船木鉄道

## 隣の駅
西日本旅客鉄道（JR西日本）
■小野田線
南小野田駅 - 南中川駅 - 目出駅